# 新立水库
新立水库是中国黑龙江省哈尔滨市依兰县境内的一座水库，位于苇子河上，建于1978年。水库正常库容为900万立方米，集雨面积为83平方千米，海拔为144.35米。